# 501. pehotni polk (Wehrmacht)
Za druge 501. polke glejte 501. polk.
501. pehotni polk (izvirno nemško Infanterie-Regiment 501) je bil eden izmed pehotnih polkov v sestavi redne nemške kopenske vojske med drugo svetovno vojno.

## Zgodovina
Polk je bil ustanovljen 6. februarja 1940 kot polk 8. vala v Munsterlagerju iz II. bataljona 208. in II. bataljona 469. pehotnega polka; polk je bil dodeljen 290. pehotni diviziji. 
3. novembra 1940 je bil III. bataljon izvzet iz sestave in nadomeščen.
2. maja 1942 je bil II. bataljon razpuščen v bojih; posledično je bil III. bataljon preimenovan v II.
15. oktobra 1942 je bil polk preimenovan v 501. grenadirski polk.